# Lijst van rijksmonumenten aan de Achtergracht
Een overzicht van de 30 rijksmonumenten aan de Achtergracht in Amsterdam.
| Object                                                                        | Oorspronkelijke functie? | Bouwjaar                        | Architect | Locatie          | Coördinaten?                 | Nr.? | Afbeelding        |
| ----------------------------------------------------------------------------- | ------------------------ | ------------------------------- | --------- | ---------------- | ---------------------------- | ---- | ----------------- |
| Pand met halsgevel met gedeelde vleugelstukken                                | Gebouw                   | 1727                            |           | Achtergracht 3   | 52° 21' 41" NB, 4° 54' 3" OL | 130  | Meer afbeeldingen |
| Pand met halsgevel met gedeelde vleugelstukken                                | Gebouw                   | 1727                            |           | Achtergracht 5   | 52° 21' 41" NB, 4° 54' 3" OL | 131  | Meer afbeeldingen |
| Pand met halsgevel met gedeelde vleugelstukken                                | Gebouw                   | 1727                            |           | Achtergracht 7   | 52° 21' 41" NB, 4° 54' 3" OL | 132  | Meer afbeeldingen |
| Pand, onderpui                                                                | Werk-woonhuis            | 1727                            |           | Achtergracht 9   | 52° 21' 41" NB, 4° 54' 4" OL | 133  | Meer afbeeldingen |
| Pand, vanwege de natuurstenen vleugelstukken en afdekking van de top          | Gebouw                   | 1726                            |           | Achtergracht 11  | 52° 21' 41" NB, 4° 54' 4" OL | 134  | Meer afbeeldingen |
| Pand met halsgevel met gedeelde vleugelstukken en volutenafdekking            | Gebouw                   | tweede kwart 18e eeuw           |           | Achtergracht 13  | 52° 21' 41" NB, 4° 54' 4" OL | 135  | Meer afbeeldingen |
| Pand met halsgevel met gedeelde vleugelstukken en niet-oorspronkelijk fronton | Gebouw                   | tweede kwart 18e eeuw           |           | Achtergracht 15  | 52° 21' 41" NB, 4° 54' 5" OL | 136  | Meer afbeeldingen |
| Pand met halsgevel met gedeelde vleugelstukken en ornament in de afdekking    | Gebouw                   | tweede kwart 18e eeuw           |           | Achtergracht 21  | 52° 21' 41" NB, 4° 54' 6" OL | 137  | Meer afbeeldingen |
| Pand met halsgevel met gedeelde vleugelstukken en ornament in de afdekking    | Gebouw                   | tweede kwart 18e eeuw           |           | Achtergracht 23  | 52° 21' 42" NB, 4° 54' 6" OL | 138  | Meer afbeeldingen |
| Pand met halsgevel met gedeelde vleugelstukken en ornament in de afdekking    | Gebouw                   | tweede kwart 18e eeuw           |           | Achtergracht 25  | 52° 21' 42" NB, 4° 54' 6" OL | 139  | Meer afbeeldingen |
| Huis waarvan de gevel                                                         | Gebouw                   | 18e/19e eeuw                    |           | Achtergracht 27  | 52° 21' 42" NB, 4° 54' 6" OL | 140  | Meer afbeeldingen |
| Huis waarvan de gevel                                                         | Gebouw                   | 18e/19e eeuw                    |           | Achtergracht 29  | 52° 21' 42" NB, 4° 54' 6" OL | 141  | Meer afbeeldingen |
| Pand met halsgevel met gedeelde vleugelstukken en ornament in de afdekking    | Gebouw                   | tweede kwart 18e eeuw           |           | Achtergracht 31A | 52° 21' 42" NB, 4° 54' 7" OL | 142  | Meer afbeeldingen |
| Zon                                                                           | Gebouw                   | ca. 1723                        |           | Achtergracht 2   | 52° 21' 40" NB, 4° 54' 5" OL | 143  | Meer afbeeldingen |
| December                                                                      | Gebouw                   | ca. 1723                        |           | Achtergracht 4   | 52° 21' 39" NB, 4° 54' 5" OL | 144  | Meer afbeeldingen |
| November                                                                      | Gebouw                   | ca. 1723                        |           | Achtergracht 6   | 52° 21' 39" NB, 4° 54' 5" OL | 145  | Meer afbeeldingen |
| October                                                                       | Gebouw                   | ca. 1723                        |           | Achtergracht 8   | 52° 21' 39" NB, 4° 54' 6" OL | 146  | Meer afbeeldingen |
| September                                                                     | Gebouw                   | ca. 1723                        |           | Achtergracht 10  | 52° 21' 40" NB, 4° 54' 6" OL | 147  | Meer afbeeldingen |
| Augustus                                                                      | Gebouw                   | ca. 1723                        |           | Achtergracht 12  | 52° 21' 40" NB, 4° 54' 6" OL | 148  | Meer afbeeldingen |
| Juli                                                                          | Gebouw                   | ca. 1723                        |           | Achtergracht 14  | 52° 21' 40" NB, 4° 54' 6" OL | 149  | Meer afbeeldingen |
| Juni                                                                          | Gebouw                   | ca. 1723                        |           | Achtergracht 16  | 52° 21' 40" NB, 4° 54' 7" OL | 150  | Meer afbeeldingen |
| Mei                                                                           | Gebouw                   | ca. 1723                        |           | Achtergracht 18  | 52° 21' 40" NB, 4° 54' 7" OL | 151  | Meer afbeeldingen |
| April                                                                         | Gebouw                   | ca. 1723                        |           | Achtergracht 20  | 52° 21' 40" NB, 4° 54' 7" OL | 152  | Meer afbeeldingen |
| Maart                                                                         | Gebouw                   | ca. 1723                        |           | Achtergracht 22  | 52° 21' 40" NB, 4° 54' 8" OL | 153  | Meer afbeeldingen |
| Februari                                                                      | Gebouw                   | ca. 1723                        |           | Achtergracht 24  | 52° 21' 40" NB, 4° 54' 8" OL | 154  | Meer afbeeldingen |
| Januari                                                                       | Gebouw                   | ca. 1723                        |           | Achtergracht 26  | 52° 21' 40" NB, 4° 54' 8" OL | 155  | Januari           |
| Pand met halsgevel met gedeelde vleugelstukken                                | Gebouw                   | eerste of tweede kwart 18e eeuw |           | Achtergracht 28H | 52° 21' 40" NB, 4° 54' 8" OL | 156  | Meer afbeeldingen |
| Pand met halsgevel met gedeelde vleugelstukken                                | Gebouw                   | eerste of tweede kwart 18e eeuw |           | Achtergracht 30I | 52° 21' 40" NB, 4° 54' 8" OL | 157  | Meer afbeeldingen |
| Pand met halsgevel met gedeelde vleugelstukken                                | Gebouw                   | eerste of tweede kwart 18e eeuw |           | Achtergracht 32  | 52° 21' 40" NB, 4° 54' 9" OL | 158  | Meer afbeeldingen |
| Pand met ingezwenkte halsgevel                                                | Gebouw                   | 18e eeuw                        |           | Achtergracht 34  | 52° 21' 40" NB, 4° 54' 9" OL | 159  | Meer afbeeldingen |